# Fraktionsgebäude des Thüringer Landtags

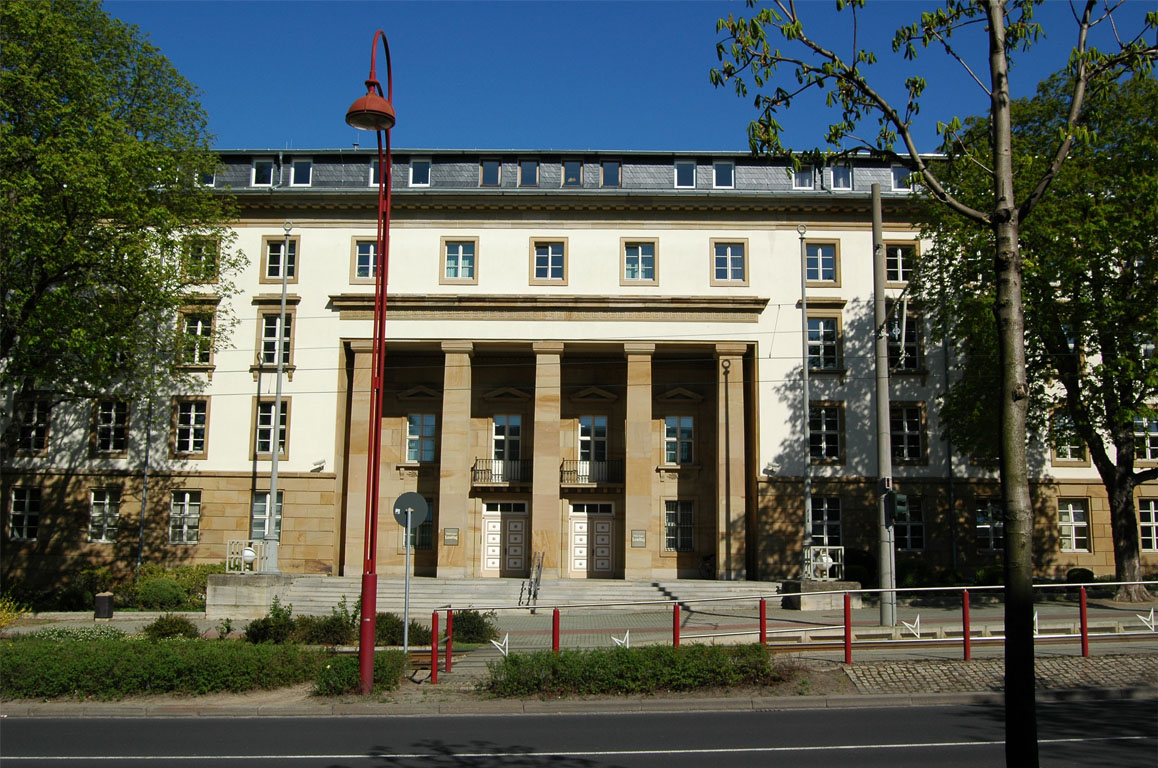
Portal mit Säulengruppe

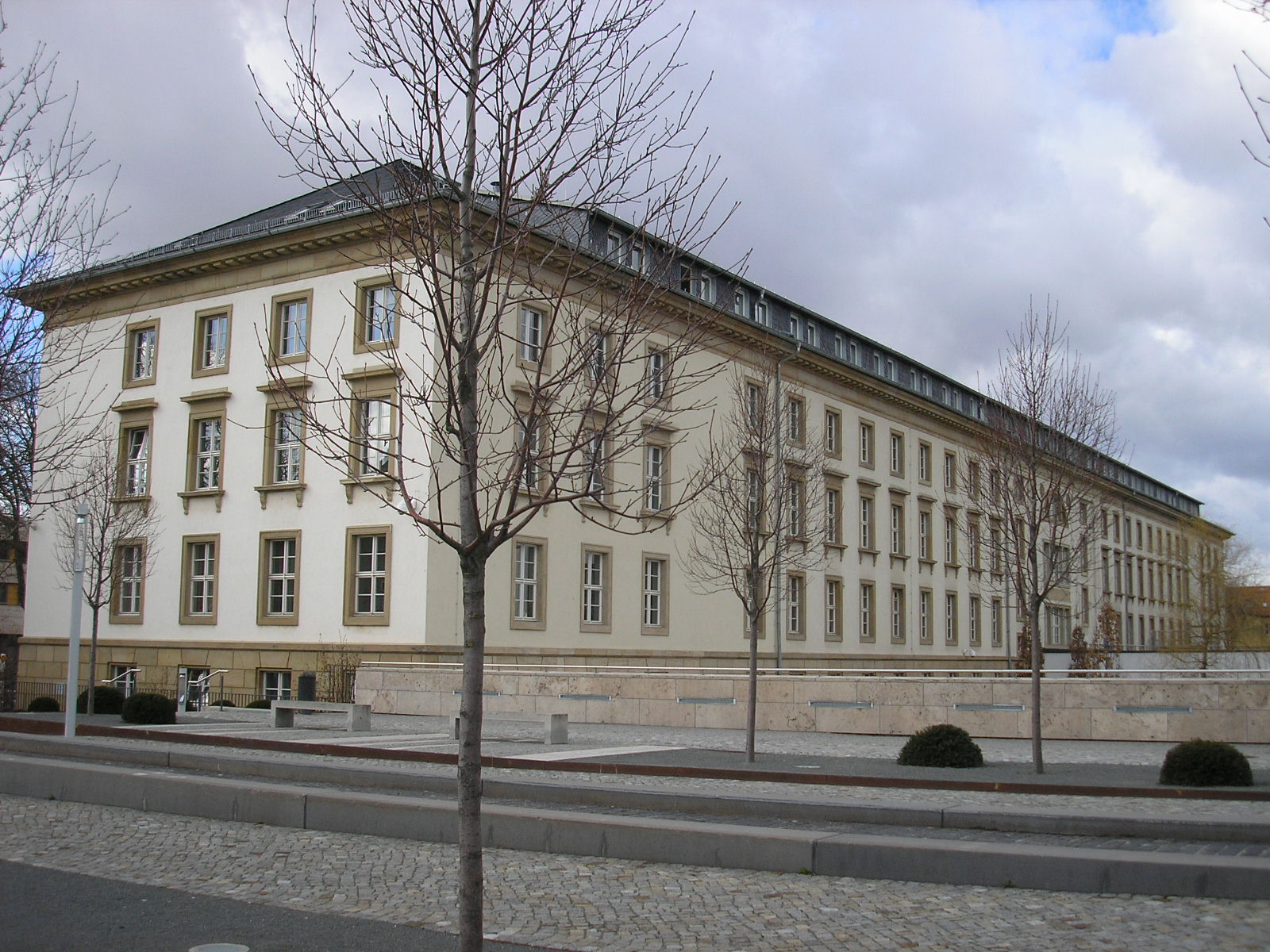
Gesamtansicht (Rückseite)

Das Fraktionsgebäude des Thüringer Landtags ist das älteste der drei Gebäude des Thüringer Landtags in Erfurt. Es befindet sich an der Arnstädter Straße und beherbergt die Büros der Landtagsfraktionen.
Das Gebäude wurde zwischen 1937 und 1939 im neoklassizistischen Stil durch die Architekten Arthur Reck und Wilhelm Pook an der damaligen Hindenburgstraße errichtet. Es beherbergte zunächst die Verwaltung des preußischen Regierungsbezirks Erfurt, bevor die Landesverwaltung Thüringens und ab 1952 die Verwaltung des Bezirks Erfurt das Gebäude nutzten. 1990 zog der Thüringer Landtag in das Gebäude ein.
Die Errichtung des repräsentativen Gebäudes stellte auch ein Politikum dar, da Preußen damit demonstrierte, dass Erfurt eine preußische Stadt sei und bleibe und kein Teil des 1920 gebildeten Landes Thüringen werden würde, wie es Initiativen aus Thüringen immer wieder forderten. Deshalb griff man bewusst auf die Stilistik Karl Friedrich Schinkels zurück und gestaltete den Bau in schlicht-konservativer Formensprache.

## Architektur
Das entstehende preußische „Regierungsdienstgebäude“ sollte von der Gesamtplanung her noch erheblich erweitert werden und dann Teil eines monumentalen „Verwaltungsforums“ sein, das sich – unter Einbeziehung des gegenüberliegenden Dienstgebäudes der Reichspostdirektion – um den Beethoven-Platz angeordnet hätte. Die Rückseite des Regierungsdienstgebäudes wäre damit Hofseite geworden und wurde auch schon so gestaltet. Der Kriegsausbruch 1939 verhinderte die Realisierung dieser Planungen. Obwohl es sich nur um eine Teilausführung handelt, vermittelt das Gebäude doch den Eindruck eines abgeschlossenen Baukörpers.
Beschreibung von 1941 (in Anlehnung an Arthur Reck): Der 100 Meter lange Baukörper erhebt sich mit drei Geschossen in Putz-Werkstein-Architektur über einem kräftigen Werksteinsockel, der durch bestimmte Fugenschnitte gegliedert ist. Der obere Abschluss erfolgt durch ein wuchtiges Hauptgesims. Die Front mit ihren 26 Achsen nimmt in der Mitte eine monumentale Portalvorhalle mit Werksteinornamenten auf. Deren fünf Pfeiler mit ihrer starken Plastik bilden einen wirkungsvollen Gegensatz zu den glatt verputzten, hell gestrichenen Seitenwänden. Das Fenstersprossenwerk besteht aus „farbig spielendem“ Maulbronner Sandstein. Über der hellen Fassade erhebt sich ein mit blaugrauem Moselschiefer gedecktes Walmdach. Es trägt auf Vorder- und Rückseite je neun schmale Gauben. Der Rückseite des Baukörpers wurde – abgesehen vom Mittelteil – die gleiche Gliederung gegeben. Ihr Werksteinmaterial ist Elbsandstein.
Der Bau enthält, neben den Geschäftsräumen, im Mittelteil eine Halle mit Feierraum im 1. Obergeschoss und die Haupttreppen. Die technische Ausrüstung war auf dem neuesten Stand und bereits auf die geplante Gesamtanlage abgestimmt. So verfügte das Gebäude über modernste Heiztechnik sowie Schall- und Erschütterungs-Dämmung. Die Innenausstattung war anspruchsvoll und vorwiegend durch namhafte einheimische Künstler und Handwerker gestaltet.
Über dem Hauptportal, in Höhe des 3. Geschosses, erhob sich als Relief ein Hoheitsadler von Prof. Walter E. Lemcke / Berlin. Die Fahnenmastsockel und -bekrönungen stammten von Prof. Carl Melville / Erfurt, ebenso wie die Ornamente an der Rückseite des Gebäudes.
In der Baubeschreibung von Ministerialdirektor Arthur Reck / Berlin heißt es: „Unter Leitung des Unterzeichneten ... wurde das Bauvorhaben durch Regierungsbaurat Wilhelm Pook als örtlichem Bauleiter betreut.“
In der DDR-Zeit wurde das Dachgeschoss auf der Vorder- und Rückseite ausgebaut, was das architektonische Erscheinungsbild des Bauwerks in diesem Bereich deutlich verändert hat. Preußische und NS-Symbole wurden entfernt.

## Widmung
Ein Zitat der Schriftstellerin und Historikerin Ricarda Huch aus ihrer Zeit als Alterspräsidentin der Beratenden Landesversammlung Thüringen schmückt heute das Parlament in Erfurt: Wer den Thüringer Landtag durch den ursprünglichen Eingang an der Arnstädter Straße betritt, trifft im Foyer auf ihre Worte vom 12. Juni 1946, die wie eine Widmung wirken: „Es sei dem Lande Thüringen beschieden, dass niemals mehr im wechselnden Geschehen ihm diese Sterne untergehen: Das Recht, die Freiheit und der Frieden.“